# Lukáš Tamme
Lukáš Tamme (16 de octubre de 1979) es un deportista checo que compitió en ciclismo en las modalidades de BMX y montaña. Ganó dos medallas en el Campeonato Europeo de Ciclismo BMX, plata en 2003 y bronce en 2002, y dos medallas de plata en el Campeonato Europeo de Ciclismo de Montaña, en los años 2003 y 2004.

## Palmarés internacional

### Ciclismo BMX
| Campeonato Europeo | Campeonato Europeo   | Campeonato Europeo | Campeonato Europeo |
| Año                | Lugar                | Medalla            | Competición        |
| ------------------ | -------------------- | ------------------ | ------------------ |
| 2002               | Esselbach (Alemania) | Medalla de bronce  | Carrera            |
| 2003               | Vallet (Francia)     | Medalla de plata   | Carrera            |

### Ciclismo de montaña
| Campeonato Europeo | Campeonato Europeo  | Campeonato Europeo | Campeonato Europeo    |
| Año                | Lugar               | Medalla            | Competición           |
| ------------------ | ------------------- | ------------------ | --------------------- |
| 2003               | Graz (Austria)      | Medalla de plata   | Campo a través para 4 |
| 2004               | Wałbrzych (Polonia) | Medalla de plata   | Campo a través para 4 |